# Beckdorf
Beckdorf (plattdeutsch Beekdörp) ist eine niedersächsische Gemeinde im Süden des Landkreises Stade, etwa 25 km südwestlich von Hamburg. Sein Mittelzentrum ist Buxtehude. Zur Gemeinde gehören die Ortsteile Goldbeck und Nindorf.

## Geografie

### Lage
Beckdorf liegt auf der Geest am Goldbeck (einem Zufluss der Este), ca. 8 Kilometer südlich des Alten Landes und des Urstromtales der Elbe, westlich der Harburger Berge und etwas weiter nordwestlich des Naturparks Lüneburger Heide. Im Westen liegt das Beckdorfer Moor. Der Ortskern selbst liegt auf einer Anhöhe im Goldbachtal, etwa 2,5 Kilometer nördlich des Litbergs, welcher mit 65 m die höchste Erhebung im Landkreis Stade ist.

### Gliederung
Neben dem Hauptort umfasst die Gemeinde noch zwei weitere Ortsteile:
Goldbeck (Lage)Weiter flussabwärts am Goldbach liegt der Ortsteil Goldbeck, welcher sein nahezu unverändert gebliebenes Erscheinungsbild aus der Mitte des 20. Jahrhunderts bewahren konnte. Die Landwirtschaft ist allgegenwärtig, so wie es in allen Orten der Region einst war. Von hier aus kann man am besten den nahegelegenen Litberg erwandern, welcher sich südlich in Richtung Sauensiek befindet. Östlich des Ortes liegen einige Kiesgruben. Zwischen Goldbeck und Rahmstorf liegt das Gräberfeld von Goldbeck.
Nindorf (Lage)Der Ortsteil liegt in der Nähe der Este im Nordosten der Gemeinde. Seine Zufahrtswege sind nahezu alle einspurig asphaltierte Nebenstraßen. Zusammen mit der etwas abseitigen Lage des Ortes sorgt das für angenehm wenig Durchgangsverkehr. Auch diesem Ortsteil blieb der ländliche Charakter bisher erhalten.
Nördlich von Nindorf liegt Klein Nindorf, ein Weiler, der aus ein einigen Bauernhöfen und einem Café besteht.

### Landschaft
Die Umgebung ist geprägt von zahlreichen Moore, Wiesen und Weiden, auf denen hauptsächlich Milchvieh und Pferde weiden. In Ortsnähe werden die Flächen weitestgehend zum Ackerbau genutzt.

#### Beckdorfer Moor
Das Beckdorfer Moor ist ein Feuchtgebiet westlich des Ortes, welches nach und nach weitläufig urbar gemacht wurde. Durch das 1927 von Tewes Höft, ehemaliger Bürgermeister und Landwirt, kultivierte Moorgebiet führt eine Landstraße, die Beckdorf und den Nachbarort Wiegersen verbindet. Diese Landstraße ist als Isern-Hinnerk-Weg oder auch Wiegerser Kirchweg (Wiegerser Kargweg) bekannt und ist nach der Kultivierung des Moores vom damaligen Bürgermeister Johann Wübbe pflastern lassen worden.
Weite Torfabbaugebiete erstreckten sich einst hauptsächlich Richtung Südwesten bis zu den Nachbarorten Sauensiek und Wiegersen. Beim damaligen Torfstechen wurden auch einige gut erhaltene Gegenstände aus verschiedenen Epochen gefunden, die teilweise im Schwedenspeicher-Museum in Stade ausgestellt sind.

#### Goldbeck
Der Goldbeck ist ein Bach, der quer durch die Orte Beckdorf und Goldbeck fließt und schließlich bei Moisburg in die Este mündet. Seine Quellen liegen westlich von Beckdorf im Beckdorfer Moor. An seinen Ufern liegen viele Wiesen und Weiden sowie einige kleine Auwälder. Hinter Goldbeck ist der Bach bei der Goldbecker Mühle zu einem Mühlenteich aufgestaut.

## Geschichte

### Frühgeschichte
Bronzezeitliche Hügelgräber und urgeschichtliche Funde belegen eine frühe Besiedlung der Beckdorfer Feldmark. Über die gesamte Gemarkung verstreut gibt es seit den 1920er Jahren mehrere siedlungsarchäologische Hinweise auf einzelne Wohnplätze. Die ursprüngliche Form des Dorfes war wahrscheinlich die einer Streusiedlung und nicht eines geschlossenen Haufendorfs, zu dem sich die Siedlung seit dem Mittelalter entwickelte.

### Name
Der Name stammt von dem Wort Bek (oder auch Beek), was im Niederdeutschen „Bach“ bedeutet. Sinngemäß übersetzt also Dorf am Bach. Der Name Goldbeck kommt von Goldbek (oder auch Goldbeek), wobei der Goldbach im Plattdeutschen ebenfalls als Goldbek bezeichnet wird. Somit heißt der Ortsteil Goldbeck wie der Bach. Die Vorsilbe des Baches Gold- heißt ursprünglich Gull- (oder auch Gu-). Gull ist von Gole abgeleitet und kann mit langgestreckte Bodenvertiefung oder feuchte Niederung übersetzt werden. Der Name bezieht sich also auf das Sumpfgelände, aus dem der Bach entspringt.

### Seit dem Mittelalter
Der frühmittelalterliche Dorfkern entstand am Nordrand des mit Wiesen aufgefüllten Goldbachtales. Die ursprüngliche Anlage des Geestdorfes bestand nur aus Vollhöfen, zu einem Zeitpunkt der Gründung gibt es jedoch keine genauen Angaben.
Im 14. Jahrhundert hat der Horneburger Rittersohn Heinrich von Borch (Isern Hinnerk) die Burg Dannsee im Beckdorfer Moor erbaut. In der Schlacht bei Beckdorf wurde sie 1311 durch seinen Gegenspieler, dem Bremer Erzbischof Jens Grand (Fürsaat) zerstört. Bereits 1859 wurde eine Grabung auf dem Burggelände durchgeführt, bei der die Fundamente der Burg freigelegt werden konnten. Seit Ende des 19. Jahrhunderts wurden darüber hinaus 800 bis 900 Steingeschosskugeln auf dem Gelände gefunden.
Eine genauere Auskunft über Beckdorf wurde durch das Vörder Register gegeben: In dem Lagerbuch von um 1500 wird die Siedlung Bekedorppe erwähnt. Sie bestand aus neun Hofstellen. Anhand mehrerer Schatzbeschreibungen und -register lässt sich nachvollziehen, dass sich das Bauerndorf seitdem bis ins 17. Jahrhundert nur unbedeutend vergrößert hat.

### Eingemeindungen
Am 1. Juli 1972 wurden die bis dahin selbständigen Gemeinden Goldbeck und Nindorf eingegliedert.

## Politik

### Bundestagswahlen
Von 1949 bis 1957 wählten die meisten Beckdorfer die DP. Als diese nicht mehr bestand, verteilten sich die Stimmen Anfang der 1960er Jahre recht gleichmäßig auf CDU, SPD und FDP. Ab 1965 wurde die CDU zur in Beckdorf meistgewählten Partei.

### Gemeinderat
Nach der Gemeindereform 1972 folgten die ersten Wahlen des Gemeinderates. Während bei der ersten Wahl noch fünf Landwirte von neun Altbürgern in den Rat gewählt wurden, ging die Zahl der gewählten Landwirte bei der zweiten Wahl 1976 deutlich zurück. Parteipolitisch gesehen war die CDU in den 1970er Jahren die am meisten gewählte Partei.
Aktueller Gemeinderat

Der Rat der Gemeinde Beckdorf setzt sich aus 13 Mitgliedern zusammen. Die Ratsmitglieder werden durch eine Kommunalwahl für jeweils fünf Jahre gewählt.
Die vergangenen Gemeinderatswahlen ergaben folgende Sitzverteilungen:
| Wahljahr | CDU | SPD | Grüne | UWA | FWG | IGB | Einzel | Gesamt   |
| 2021     | 4 | 4   | 2     | 1   | 1   | 1   | 0      | 13 Sitze |
| 2016     | 4 | 5   | 2     | 1   | −   | −   | 1      | 13 Sitze |
|          | __________________________ UWA: Unabhängige Wählervereinigung SG Apensen; FWG: Freie Wählergemeinschaft Backdorf; IGB: Interessengemeinschaft gegen Behördenwillkür Einzel 2016: Olaf Prigge |     |       |     |     |     |        |          |

### Bürgermeister
Die Gemeinde Beckdorf ist Mitgliedsgemeinde der Samtgemeinde Apensen. In den Mitgliedsgemeinden ist die kommunale Leitung zweigleisig organisiert: Der ehrenamtliche Bürgermeister übernimmt die politische Repräsentation und den Vorsitz im Gemeinderat, während die Verwaltungsaufgaben durch den Gemeindedirektor wahrgenommen werden, der zugleich Teil der Verwaltung der Samtgemeinde ist. 
Ehrenamtlicher Bürgermeister von Beckdorf ist seit Dezember 2024 Hendrik Klindworth (CDU). Er vertritt die Gemeinde politisch nach außen und leitet die Ratssitzungen. Gemeindedirektor ist seit September 2023 Edgar Rot aus der Verwaltung der Samtgemeinde Apensen, der die Verwaltungsgeschäfte der Gemeinde führt und die Beschlüsse des Rates umsetzt.

### Wappen
Beckdorf führt kein eigenes Wappen, da der Ort seit 1972 zur Samtgemeinde Apensen gehört. In diesem Fall steht dasselbe Wappen für alle Orte innerhalb dieser Samtgemeinde.

## Kultur und Sehenswürdigkeiten

### Historische Bauwerke

#### Beekhoff
Der in den 1990er Jahren nach Beckdorf versetzte Beekhoff ist eine historische Hofanlage, die aus dem Haupthaus und zahlreichen Nebengebäuden sowie Stallungen besteht.
Auf ihr finden über das Jahr verteilt diverse Veranstaltungen statt. Am Rande des Gehöftes wurde 2008 ein originalgetreuer und funktionstüchtiger Nachbau einer Blide errichtet, wie sie 1311 bei der Belagerung der Burg im Dannsee eingesetzt wurde.

#### Burg Dannsee
Die im Beckdorfer Moor gelegene Burg Dannsee (Tannensee) war eine Fluchtburg des im 14. Jahrhundert hier ansässigen Raubritters Isern Hinnerk (Heinrich von Borch). Wegen seines zu seinem Vorteil bedachten Handelns, diverser Raubzüge in der Region und aufgrund vehementem Widerstande gegen eine Bischofswahl lag er diverse Male mit dem Erzbistum in Fehde. Aufgrund dessen wurde die Burg belagert und letztendlich in der Schlacht bei Beckdorf 1311 eingenommen und durch Steingeschosse gänzlich zerstört. Heute existieren lediglich die Grundrisse der einzelnen Gebäudeteile als Replik. Auf dem ehemaligen Schlachtfeld rund um die Burg findet man noch heute bearbeitete Steine, die einst mittels Katapulten auf die Festung abgefeuert wurden. Von dem Dannsee, in dessen Mitte die Burganlage einst lag, ist nach der ab 1850 einsetzenden allmählichen Verlandung lediglich die zurückgebliebene Vertiefung noch zu erahnen.

#### Hügelgräber
Im Westen und Süden des Ortes liegen zwei einzelne Hügelgräber. Das nordwestliche Grab wurde nach dem ehemaligen Bürgermeister Tewes Höft benannt (Tees sien Barg), das südlich gelegene wird Immsberg (Immsbarg) genannt. Das Gräberfeld von Goldbeck befindet sich östlich von Goldbeck nahe der Ortschaft Rahmstorf. Es besteht aus 70 Grabhügeln und ist seit 1948 als Landschaftsschutzgebiet ausgewiesen.

## Wirtschaft und Infrastruktur

### Wirtschaft
Im nördlich gelegenen Gewerbegebiet findet man diverse Dienstleistungsbetriebe, u. a. seit 1999 einen VW-Händler, einer der größten Arbeitgeber des Ortes. Zuvor lag das 1927 gegründete Autohaus weiter in der Ortsmitte.

### Verkehr
Beckdorf ist über die seit 1879 gepflasterte Landesstraße 130 mit den Nachbarorten Apensen und Sauensiek verbunden. Sie wurde in den 1970er Jahren saniert. Die Kreisstraße 52 verbindet den Ort weiter mit dem gemeindeangehörigen Ort Goldbeck, von dem man in den Ort Nindorf gelangt.
Seit der Erweiterung des Hamburger Verkehrsverbundes (HVV) auf umliegende Landkreise im Dezember 2004 liegt Beckdorf nun im direkten Einzugsgebiet. Der Ort wird von mehreren
Buslinien bedient.
Die 1901 erbaute Eisenbahnverbindung nach Bremervörde bzw. Buchholz in der Nordheide über Harsefeld und Hollenstedt (EVB, früher geplant als Bestandteil der Verbindung Bremerhaven – Berlin) wurde 2006 abgebaut. Bis zum 25. Mai 1968 fuhren hier noch Personenzüge. Danach wurde der 1902 eingeweihte Bahnhof nur noch als Verladebahnhof für Kartoffeln und Rüben genutzt, bis das ebenfalls nicht mehr lukrativ war.

### Sport
In Beckdorf spielt Handball eine bedeutende Rolle. Der regional erfolgreiche SV Beckdorf wurde 1924 gegründet. Aus der heimischen Jugend schafften es Spieler bis in die erste Handball-Bundesliga.
Das Sportzentrum befindet sich am östlichen Ortseingang. Dort steht seit 1977 die Sporthalle Auf dem Delm. In den 1980er- und 1990er-Jahren war sie oft Austragungsort des Beckdorfer Erntefestes. Die Halle fasst ca. 500 Personen. Bei nahezu jedem Handball-Heimspiel der 1. Herren des SVB war sie ausverkauft. Von 2007/2008 bis 2014/2015 spielte das Team in der dritthöchsten Liga des Handballes, bevor die Mannschaft in die Oberliga abstieg.

## Persönlichkeiten
Persönlichkeiten, die mit der Gemeinde in Verbindung stehen
- Isern Hinnerk (Heinrich von Borch), Raubritter, errichtete im 14. Jahrhundert im Beckdorfer Moor eine Fluchtburg.
- Tewes Hoeft (1863–1931), Landwirt aus Schwinge, heiratete in die Beckdorfer Gastwirtschaftsfamilie Vökers ein, seit Anfang des 20. Jahrhunderts Bürgermeister. Er setzte sich maßgeblich für den Beckdorfer Anschluss an die Eisenbahnverbindung zwischen Bremervörde und Buchholz ein, erbaute das Gasthaus Jägersruh, einen Spielplatz, sowie 1931 ein Freibad. 1927 veranlasste er die Kultivierung des Beckdorfer Moors. Eine Straße und eines der Hügelgräber wurden nach ihm benannt.